# Bryopsida
Bryopsida е най-големият клас в отдел Листнати мъхове (Bryophyta), включващ около 95% от видовете.

## Разреди
- Bartramiales
- Bryales
- Buxbaumiales
- Dicranales
- Encalyptales
- Fissidentales
- Funariales
- Grimmiales
- Hookeriales
- Hypnales
- Neckerales
- Orthotrichales
- Pottiales
- Schistostegales
- Syrrhopodontales
- Thuidiales